# Medernach
Medernach (luxembourgeois : Miedernach) est une section et le chef-lieu de la commune luxembourgeoise de la Vallée de l’Ernz située dans le canton de Diekirch.

## Histoire
Medernach est mentionné pour la première fois sous la forme de Methernacho en 902, puis Medrenai ou Medrenay vers 1089.

### L’ancienne commune
Medernach était une commune jusqu’à sa fusion avec la commune d’Ermsdorf le 1er janvier 2012 pour former la nouvelle commune de la Vallée de l’Ernz. Elle comprenait les sections de Medernach (chef-lieu) et Savelborn.

## Géographie
Medernach est situé dans la région Mullerthal et à proximité de la vallée de la Moyenne-Sûre.

## Curiosités
À Medernach se trouve un monument qui rappelle la défense du village par des soldats américains en hiver 1944-1945, une église (1806) avec autel baroque (1700), ainsi qu’une série de croix de chemin.

## Activités
Les vols par ULM furent possibles au départ de l'aérodrome de Medernach entre 1987 et 2015, l'aérodrome n'existe plus.
Chaque année, une exposition de produits du terroir luxembourgeois est organisée le premier week-end de septembre.